# Benno Schmitz
Benno Schmitz (ur. 17 listopada 1994 w Monachium) – niemiecki piłkarz grający na pozycji obrońcy.

## Życiorys
W czasach juniorskich trenował w SV Waldperlach oraz w Bayernie Monachium. W latach 2013–2014 reprezentował barwy rezerw tego ostatniego. 1 lipca 2014 został, na zasadzie wolnego transferu, piłkarzem austriackiego Red Bull Salzburg. Przez pewną część sezonu 2014/2015 występował w FC Liefering, klubie satelickim RB Salzburg stanowiącym jego drugoligowe rezerwy. W ciągu dwóch sezonów spędzonych w Salzburgu świętował wraz z klubem zdobycie dwóch mistrzostw oraz dwóch pucharów kraju. 10 czerwca 2016 został ogłoszony nowym piłkarzem RB Leipzig. Kwota transferu wyniosła około 800 tysięcy euro. W Bundeslidze zadebiutował 28 sierpnia 2016 w zremisowanym 2:2 meczu z TSG 1899 Hoffenheim. Po zakończeniu sezonu 2017/2018 odszedł za 1,5 miliona euro do 1. FC Köln.
W latach 2013–2014 reprezentował reprezentację do lat 20.